# Berrier and Murrah
Berrier and Murrah var en civil parish 1866–1934 när det uppgick i Mungrisdale, i grevskapet Cumbria i England. Det inkluderade Berrier och Murrah. Parish var belägen 13 km från Penrith och hade 86 invånare år 1931.